# Мировые рекорды на дистанции 800 метров вольным стилем у мужчин в 25-метровом бассейне
 Прогресс мировых рекордов на дистанции 400 метров вольным стилем у мужчин в 25-метровом бассейне. Первый мировой рекорд в плавании на дистанции 400 метров вольным стилем у мужчин в 25-метровом бассейне был зарегистрирован Международной Федерацией плавания ФИНА в 1988 году. 
Обвал мировых рекордов в плавании в 2008/2009 совпал с введением полиуретановых костюмов от Speedo (LZR, 50% полиуретана) в 2008 году и Arena (X-Glide), Adidas (Hydrofoil) и итальянского производителя плавательных костюмов Jaked (все 100% полиуретана) в 2009 году. Запрет ФИНА на плавательный костюм из полиуретана вступил в силу в январе 2010 года.;
Прогресс мировых рекордов на дистанции 800 метров вольным стилем у мужчин в 25-метровом бассейне
| Номер | Время   | Имя                | Национальность | Дата            | Соревнование        | Место                      | Прим. |
| ----- | ------- | ------------------ | -------------- | --------------- | ------------------- | -------------------------- | ----- |
| 1     | 7:38.90 | Владимир Сальников | СССР           | 13 февраля 1988 | Фестиваль Arena     | Бонн, ФРГ                  | [ 2 ] |
| 2     | 7:38.75 | Михаэль Гросс      | Германия       | 3 Февраля 1985  | Фестиваль Arena     | Бонн, ФРГ                  | [ 3 ] |
| 3     | 7:34.90 | Кирен Перкинс      | Австралия      | 25 Июля 1993    | Гран-При Сиднея     | Сидней Австралия           | [ 4 ] |
| 4     | 7:25.28 | Грант Хэкетт       | Австралия      | 3 августа 2001  | Чемпионат Австралии | Перт (Австралия) Австралия |       |
| 5     | 7:23.42 | Грант Хэкетт       | Австралия      | 20 июля 2008    | Мельбурн Австралия  | Чемпионат Австралии        | [ 6 ] |

Рекорды зафиксированные не в финальных заплывах: 
эстафета - э;
полуфинал - ½